# Лунданка (река)
Лунданка — река в России, протекает в Подосиновском и Лузском районах Кировской области. Устье реки находится в 79 км по левому берегу реки Луза. Длина реки составляет 49 км. В 22 км от устья принимает справа реку Елькина.
Река вытекает из западной части болота Роговское в 2 км к северо-востоку от села Верхнемалье Подосиновского района. Река течёт среди холмов Северных Увалов, генеральное направление течения — север, русло сильно извилистое. В среднем течении перетекает в Лузский район. Притоки — Березна, Каменка (левые); Огорелка, Дорофеевка, Сухая, Елькина, Крутой Лог (правые). В верхнем течении протекает посёлок Лунданка, где на реке образована небольшая запруда. В нижнем течении протекает целый ряд небольших деревень, крупнейшие из которых Куликово, Огорельцово, Турково и Демидовская. Впадает в Лузу у деревни Демидовская. Ширина реки на всём протяжении не превышает 10 м.

## Данные водного реестра
По данным государственного водного реестра России и геоинформационной системы водохозяйственного районирования территории РФ, подготовленной Федеральным агентством водных ресурсов:
- Бассейновый округ — Двинско-Печорский
- Речной бассейн — Северная Двина
- Речной подбассейн — Малая Северная Двина
- Водохозяйственный участок — Юг
- Код водного объекта — 03020100212103000013225